# VfB Theley
Maillots
Dernière mise à jour : 4 avril 2011.
Le VfB Theley est un club allemand de football localisé à Theley, une localité faisant partie de Tholey, dans la Sarre.
Il joue ses matchs à domicile au Schaumbergstadion.

## Histoire (football)
Le club fut fondé le 7 décembre 1919 dans un restaurant de Theley. Le club évolua longtemps dans les ligues sarroises. 
En 1954, le cercle monta en Landesliga. Deux ans plus tard, le club remporta le titre et monta en Amateurliga. En 1957, le VfB Theley fut à nouveau champion et participa au tour final. Terminant 2e derrière, le Ludwigshafener SC 1925, il monta en 2. Oberliga Südwest, une ligue située au 2e niveau de la hiérarchie du football allemand.
Le club y resta jusqu’en 1963 quand cette ligue fut dissoute lors de la création de la Bundesliga et des Regionalligen. Non classé en ordre utile, le VfB Theley ne fut pas repris en Regionalliga Südwest. Il retourna en Amateurliga.
En 1970, le cercle monta en Regionalliga Südwest. Il fut relégué la saison suivante après avoir terminé dernier, mais en 1970, le club retourna dans ce qui était donc le 2e niveau. Il y joua deux saisons puis les Regionalligen disparurent lors de la création de la 2. Bundesliga. 
Le VfB Theley retourna en Amateurliga. La région du Sud-Ouest ne créa pas d’Oberliga au 3e niveau avant 1978. Lorsque l’Oberliga Südwest fut instaurée, le club n’en fit pas partie. À cette période, le cercle faisait la navette entre la Verbandsliga et la Landesliga, soit entre les niveaux 4 et 5.
En 1999, le VfB Theley fut sacré champion de la plus haute ligue de Sarre et monta en Oberliga Südwest, soit au 4e niveau de la hiérarchie. Mais la saison suivante, il termina avant-dernier sur 19 et redescendit. En 2007, le club fut relégué en Landesliga.
Lors de la saison 2009-2010, les ligues sarroises furent restructurées. Le VfB Theley remporta la Verbandsliga Saar, il fut promu vers la Saarlandliga.
En 2010-2011, le VfB Theley évolue en Saarlandliga, soit au 6e niveau de la hiérarchie de la DFB.